# Петровска скупштина у Крагујевцу (1835)
Петровска скупштина у Крагујевцу је одржана 1. јуна 1835.
Кнез Милош намеравао је да ce одазове позиву султанову и да га званично посети y Цариграду. Преговори о томе трајали су дуго, детаљи посете уређени и дан поласка означен. Милош је тим поводом сазвао скупштину која ce састала на Петровдан 1835 године.
У једној краткој беседи Кнез је скупштину обавестио о своме путу и изнео разлоге који су га при томе руководили. Он ce надао да ће, том посетом, углед Србије скочити y Европи, a да ће Порта, увидевши народну покорност, хтети да поштује све оне повластице које је српском народу дала хатишерифима.
Скупштина је Кнезу пожелела срећан пут и дуг живот.
За време Кнежева одсуства кнежевска власт је била пренесена на Државни савет, о чему је скупштина такође била обавештена.